# Dipartimento di Caseros
Caseros è un dipartimento argentino, situato nella parte sud-occidentale della provincia di Santa Fe, con capoluogo Casilda.
Esso confina a nord con i dipartimenti di Belgrano e San Martín; a est con il dipartimento di San Lorenzo; a sud con quelli di Constitución e General López, e a ovest con la provincia di Córdoba.
Secondo il censimento del 2001, su un territorio di 3.449 km², la popolazione ammontava a 79.096 abitanti, con un aumento demografico del 3,07% rispetto al censimento del 1991.
Il dipartimento è suddiviso in 13 distretti (distritos), con questi municipi (municipios) o comuni (comunas):
- Arequito
- Arteaga
- Berabevú
- Bigand
- Casilda
- Chabás
- Chañar Ladeado
- Gödeken
- Los Molinos
- Los Quirquinchos
- San José de la Esquina
- Sanford
- Villada